# Aline Georgine Fomete Tchinda
Aline Georgine Fomete Tchinda, née le 08 mai 1986 à Douala est journaliste et écrivaine camerounaise.

## Biographie

### Enfance, études et débuts
Aline est camerounaise originaire de la région de l’ouest du Cameroun. Elle est issue dune famille polygamique et aînée d’une famille de 6 enfants.Elle est titulaire d'un baccalauréat et fait ses études universitaires à l'université de Yaoundé II de 2008 à 2016. Aline est licenciée en marketing option gestion technico-commercial.

### Carrière
Auteure et journaliste en service à Canal 2 International et Sweet FM où elle assume les fonctions de présentatrice et d’encadreur de jeunes stagiaires à la radio. Elle publie trois livres de jeunesse: Makwan, mon bijou, Djanga. Son premier livre, Makwan mon bijou, paraît en 2015 et est compté 06 mois après sa sortie comme œuvre complémentaire au programme scolaire camerounais. Ensuite, il y a eu son roman Dans la tourmente…  où elle ballade son micro dans le cadre d’une émission radio-diffusée et fait entendre  la voix des sans voix. Tais-toi!  est également son roman  qui parle du viol.

### Œuvres
- 2020: Roman, Dans la tourmente..., Collection Canari[5].
- 2015: Makwa, mon bijou, Afredit(africaine d'édition)[3].
- 2021: Tais-toi!, roman, paru le 18 mai aux éditions éclosion[6].